# باشگاه فوتبال الترجی عربستان سعودی
باشگاه فوتبال الترجی (عربی: نادی الترجی) یک باشگاه فوتبال واقع در شهر قطیف در عربستان سعودی است و اکنون در لیگ دسته اول فوتبال عربستان سعودی حضور دارد.
این باشگاه فوتبال در سال ۱۹۸۱ تأسیس شد.